# Psziché (keresztnév)
A Psziché görög  ( ψυχή ) mitológiai eredetű női név, a jelentése lélek.

## Gyakorisága
Az 1990-es években szórványos név, a 2000-es években nem szerepel a 100 leggyakoribb női név között.

## Névnapok
Ajánlott névnap:
- április 9.
- szeptember 7.

## Híres Pszichék
- Weöres Sándor: Psyché. Egy hajdani költőnő írásai
- Psziché, egy Marvel Comics-képregény szereplője